# Jacu-estalo-de-bico-vermelho
Cuco-terrestre-de-bico-vermelho ou jacu-estalo-de-bico-vermelho (nome científico: Neomorphus pucheranii) é uma espécie de ave que pertence à família Cuculidae.
Pode ser encontrada na Amazônia, no oeste do Brasil, sudeste da Colômbia, leste do Equador e nordeste do Peru.
Seu nome popular em língua inglesa é "Red-billed ground cuckoo".[carece de fontes?]

## Subespécies
São reconhecidas duas subespécies:
- Neomorphus pucheranii pucheranii (Deville, 1851) - Amazônia peruana e oeste do Brasil ao norte do Rio Amazonas.
- Neomorphus pucheranii lepidophanes (Todd, 1925) - Amazônia peruana e Brasil ao sul do Rio Amazonas.